# Ramasse
Ramasse település Franciaországban, Ain megyében. Lakosainak száma 332 fő (2022. január 1.). Ramasse Ceyzériat, Drom, Jasseron, Bohas-Meyriat-Rignat, Revonnas és Villereversure községekkel határos.

## Népesség
A település népessége az elmúlt években az alábbi módon változott:
| Lakosok száma | 171  | 163  | 189  | 264  | 288  | 312  | 324  | 330  | 331  | 332  |
|               | 1968 | 1982 | 1990 | 2006 | 2013 | 2015 | 2017 | 2019 | 2020 | 2022 |